# Javier Vallhonrat Guezzi
Javier Vallhonrat Guezzi, (Madrid, 1953) és un fotògraf espanyol.

## Biografia
Neix a Madrid el 1953. Hi obté la llicenciatura de Belles arts el 1984. El 1995 rep el Premi Nacional de Fotografia atorgat pel Ministeri de Cultura d'Espanya. Des de 1997 és professor a la Facultat de Belles arts de Conca, tot i que resideix a Madrid.

## Trajectòria artística
Amb el temps ha incorporat el vídeo a les seves obres que inicialment feia servir el mitjà fotogràfic exclusivament. Les seves obres es troben en diverses col·leccions d'art públiques i privades.
Ha realitzat exposicions entre d'altres a:
- Cercle de Belles arts, Madrid, 1985
- Museu Nacional Centre d'Art Reina Sofia, Madrid, 1996[3]
- Fundació Telefònica, Madrid, 2004[4][5]
- Centre Nacional d'Art i Cultura Georges Pompidou, París, 2006

Per una llista dels llibres que ha publicat vegeu: «Obra de Javier Vallhonrat Guezzi» a Dialnet.

## Premis i reconeixements
- 1995. Premi Nacional de Fotografia atorgat pel Ministeri d'Educació i Ciència espanyol.